# هابي!
هابي! (بالإنجليزية: Happy!)‏ هو سلسلة مانغا رياضيّة يابانيّة نشرت من 1993 حتى 1999، أنتجت إلى فلمين تم إصدارها التلفزيوني في السابع من 7 أبريل عام 2006، وفي 26 ديسمبر 2006.

## القصّة
تحكي القصة عن ميوكي أومينو طالبة الثانوية التي تعشق التنس لكنها اضطرت للتخلي عن هذه الرياضة مُقابل اعتنائها بإخوتها الصغار بعد وفاة والديها. في أحدِ الايام يختفي أخوها الأكبر تاركًا دينًا يُقدّر بـ 250 مليون ين (أكثر من 2 مليون دولار)؛ فتُصدم ميوكي ولا تجد طريقة لدفع الدين إلى أن تشاهد في التلفزيون خبرًا عن فوز محترفة في التنس بجائزة 250 مليون ين وهنا تأتيها فكرة العودة لممارسة هوايتها لكن بغية كسب المال هذهِ المرة.

## البطولة
- أيبو ساكي في دور أومينو ميوكي
- تاغوتشي جونوسكي في دور أوتوري كيتشيرو
- مياساكو هيرويوكي في دور ساكورادا جونجي

## وصلات خارجية
- هابي! على موقع ألو سيني (الفرنسية)
- هابي! على موقع ANN manga (الإنجليزية)